# Ponta do Sol (Cap-Vert)
Ne doit pas être confondu avec Ponta do Sol.

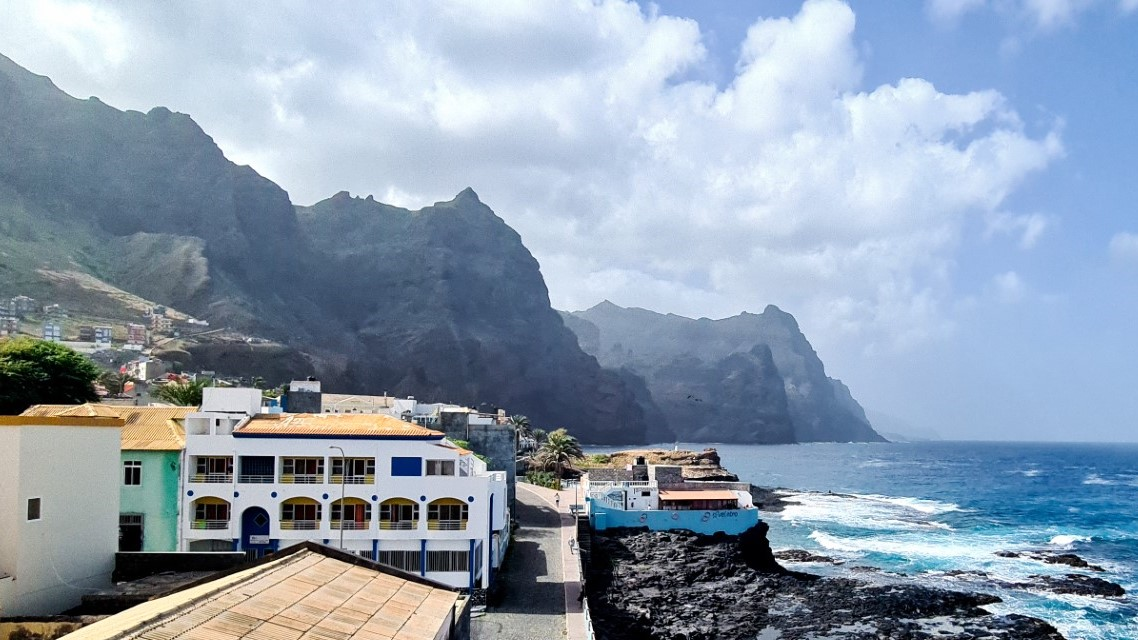
Ponta del Sol, vue de la grève

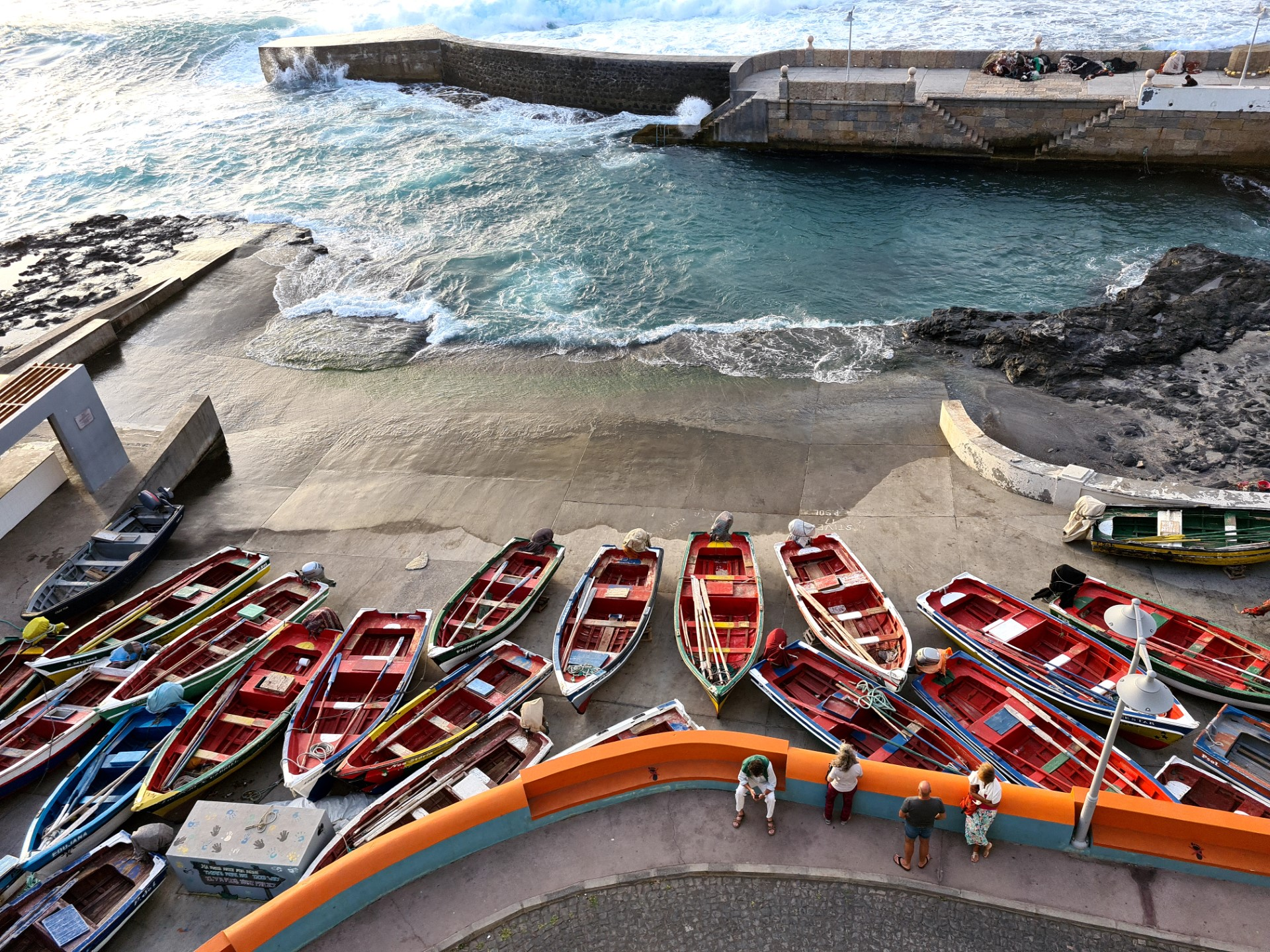
Ponta del Sol, bateaux de pêche

Ponta do Sol est une localité du Cap-Vert, située au nord de l'île de Santo Antão, dans les îles de Barlavento. Siège de la municipalité (concelho) de Ribeira Grande, c'est une « ville » (cidade) – un statut spécifique conféré automatiquement à tous les sièges de municipalités depuis 2010.

## Population
Lors des recensements de 2000 et 2010, le nombre d'habitants était respectivement de 4 029 et 4 628. En 2012 il est estimé à 4 738.

## Infrastructures
L'aérodrome Agostinho-Neto, désaffecté dans les années 1990 et qui desservait l'île de Santo Antão, se situait à Ponta do Sol.